# Авилов, Владимир (футболист)
Владимир Авилов (род. 10 марта 1995, Маарду, Эстония) — эстонский футболист, центральный защитник клуба «Нымме Калью». Выступал за сборную Эстонии.

## Клубная карьера
Отыграв в молодёжном составе за клуб «Аякс Ласнамяэ», Авилов присоединился к «Инфонету» в 2011 году. В 2012 году «Инфонет» занял первое место в Эсилиге, набрав 83 очка, и получил право перейти в высшую лигу, где Авилов дебютировал 2 марта 2013 года. Был выбран капитаном футбольной команды в 2014 году и выиграл чемпионат Эстонии в 2016 году.
После расформирования «Инфонета» перешёл в начале 2018 года в «Нымме Калью».

## Выступления за сборную
Авилов дебютировал за национальную сборную Эстонии 27 декабря 2014 года в товарищеском матче со сборной Катара (0:3). В 2016 году он также сыграл один матч против Швеции.

## Статистика выступлений

### Международная статистика
| Сборная         | Сезон | Матчи | Голы |
| --------------- | ----- | ----- | ---- |
| Сборная Эстонии |       |       |      |
| 2014            | 1     | 0     |      |
| 2016            | 1     | 0     |      |
| Итого           | Итого | 2     | 0    |

## Достижения

### Командные
«Инфонет»
- Чемпион Эстонии (1): 2016
- Победитель Первой лиги (1): 2012
- Обладатель Суперкубка Эстонии: 2017, 2019 (не играл)